# Cebus kaapori
Cebus kaapori är en primat i släktet kapuciner som förekommer i nordöstra Brasilien. Populationen räknades ursprungligen som underart till den vanliga kapucinapan (Cebus capucinus).
Arten finns bara i en mindre region i de brasilianska delstaterna Pará och Maranhão söder om Amazonflodens delta. Den vistas i låglandet och i kulliga områden upp till 200 meter över havet. Habitatet utgörs av tät regnskog.
Individerna klättrar sällan i trädens kronor. De hittas vanligen i trädens nedre delar och i undervegetationen. Denna primat går vanligen på fyra fötter över grenar. Liksom andra kapuciner äter den växtdelar som frukter, frön, blad och blommor samt mindre djur som insekter, grodor och små däggdjur. Cebus kaapori bildar flockar med upp till sju medlemmar. Inom varje kön etableras en hierarki.
En genomsnittlig hane är 46,5 cm lång (huvud och bål), har en 51 cm lång svans och väger cirka 3 kg. Honor har ungefär en vikt av 2,4 kg. Pälsen på ovansidan bildas av hår som har gråa och bruna avsnitt och färgen är därför agouti. En större region kring axlarna, ansiktet och svansen bär silvergrå päls. Mot händer och fötter blir pälsen på extremiteterna mörkare till svartaktig. Arten har en trekantig svart fläck på huvudets topp som liknar en luva. Från luvan går en mörk linje mot nosen.
Det största hotet mot arten är skogsavverkningar. Skogen minskade även i områden som är klassificerade som reservat. Populationen minskar även på grund av jakt och när ungdjur fångas för att hålla de som sällskapsdjur. IUCN uppskattar att beståndet minskade med 80 procent under de senaste 48 åren (tre generationer) och listar Cebus kaapori som akut hotad (CR).